# كريستا لودفيغ
كريستا لودفيغ (بالألمانية: Christa Ludwig)‏ (و. 1928 – م) هي مغنية أوبرا، ومغنية، وموسيقية من ألمانيا. ولدت في برلين.

## جوائز
حصلت على جوائز منها:
- جائزة غراموفون للإنجاز الحياتي (2016)
- ميدالية الشرف الفضية العظمى للخدمات المقدمة لجمهورية النمسا
- قائد وسام جوقة الشرف.

## وصلات خارجية
- كريستا لودفيغ على موقع IMDb (الإنجليزية)
- كريستا لودفيغ على موقع مونزينجر (الألمانية)
- كريستا لودفيغ على موقع ميوزك برينز (الإنجليزية)
- كريستا لودفيغ على موقع إن إن دي بي (الإنجليزية)
- كريستا لودفيغ على موقع أول ميوزيك (الإنجليزية)
- كريستا لودفيغ على موقع ديسكوغز (الإنجليزية)
- كريستا لودفيغ على موقع قاعدة بيانات الفيلم (الإنجليزية)